# Схевенинген

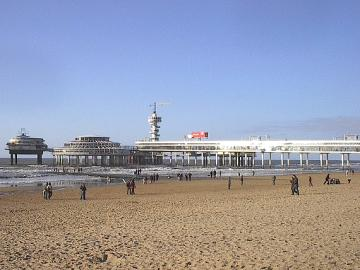
Пляж Схевенингена с пирсом.

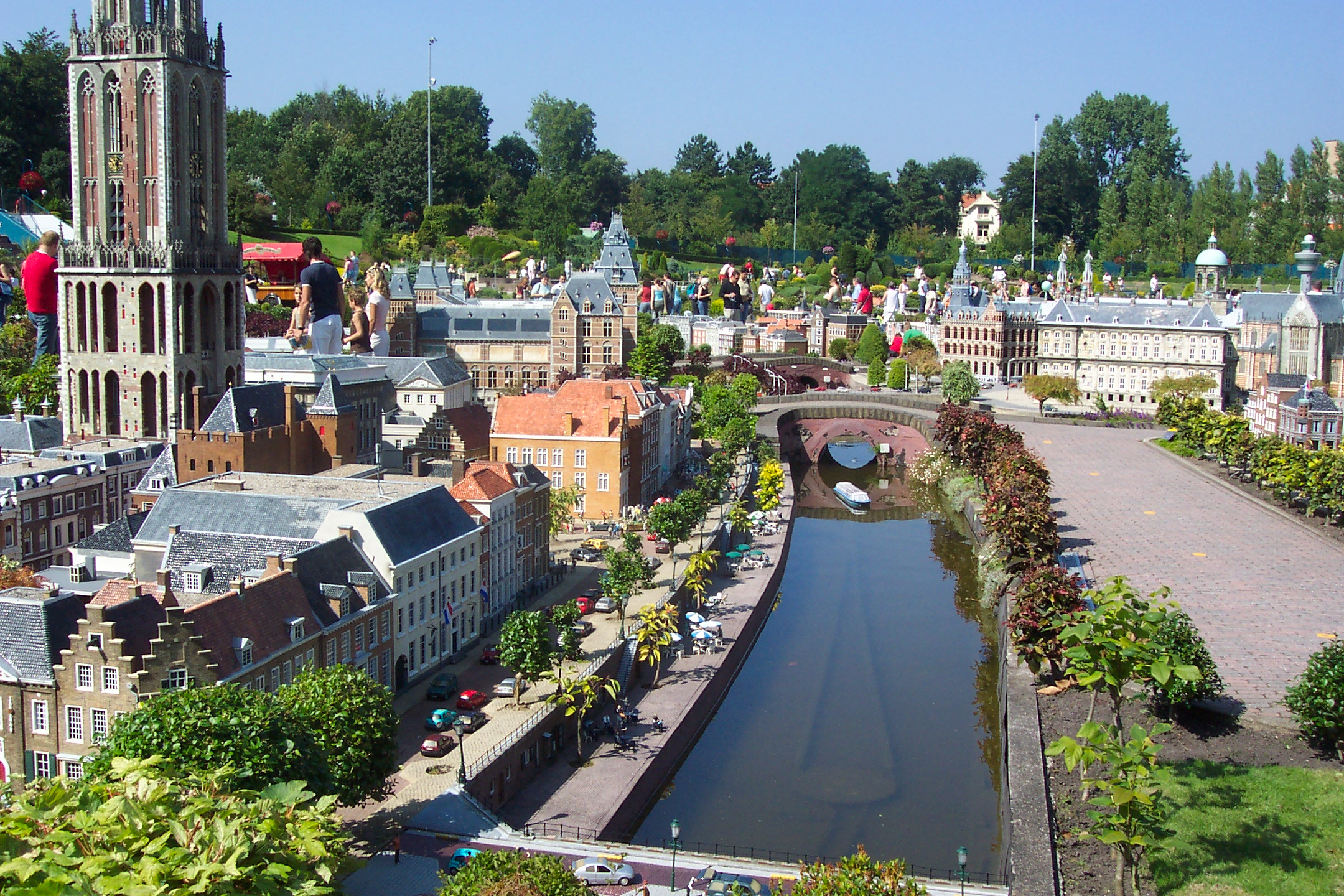
В парке миниатюр Мадюродам.

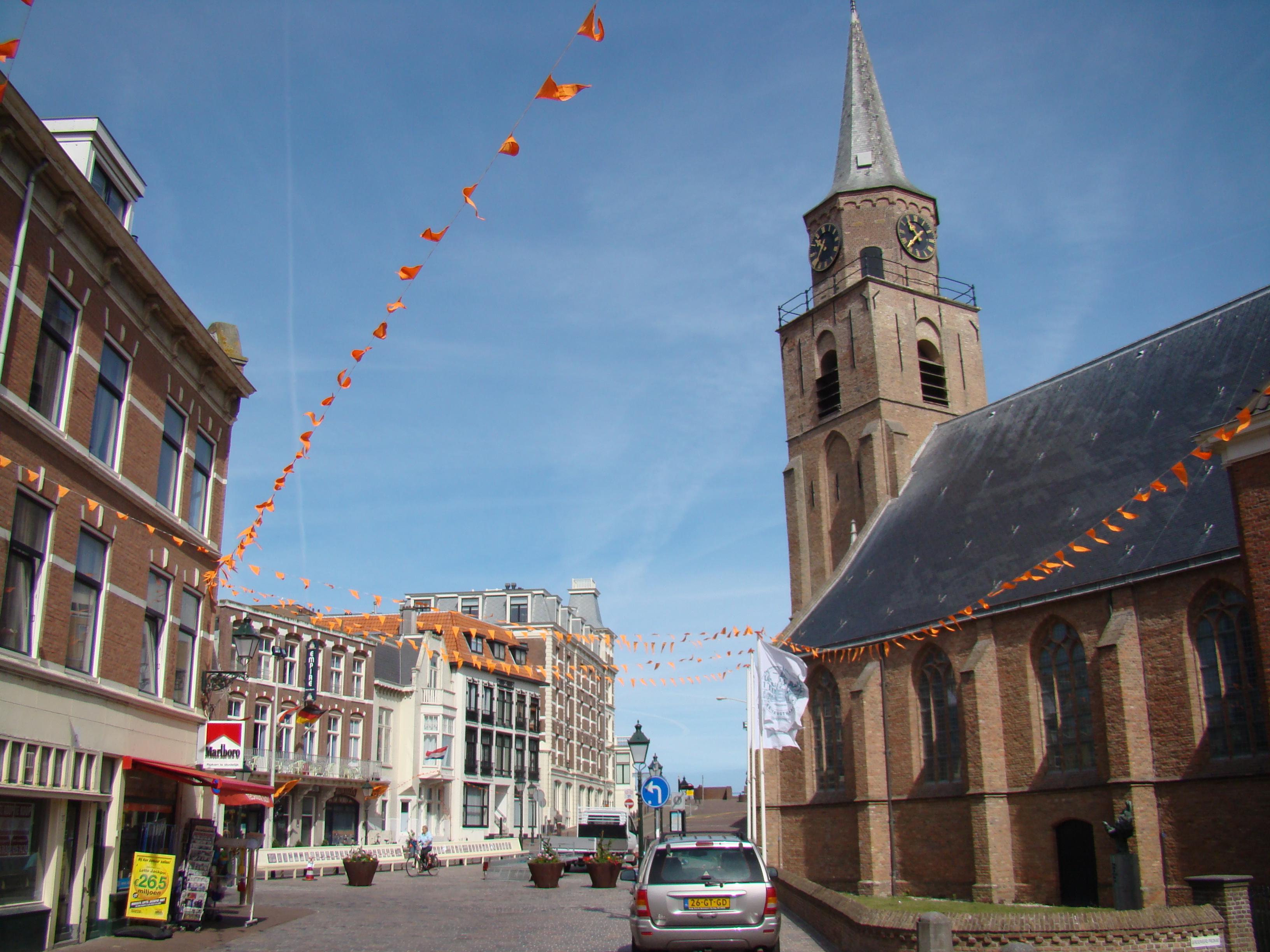
Одна из улиц Схевенингена и Старая церковь.

Схевенинген (устар. Шевенинген, нидерл. Scheveningen) — морской курорт в Нидерландах, на побережье Северного моря, является одним из районов Гааги. Привлекает туристов длинным и широким песчаным пляжем. Популярное место для занятий морскими видами спорта, такими как виндсёрфинг и кайтсёрфинг.

## Достопримечательности
Схевенинген известен множеством туристских достопримечательностей, включая следующие:
- Парк миниатюр Мадюродам, где собраны макеты многих известных нидерландских зданий и сооружений в масштабе 1:25
- Музей Схевенингена (нидерл. Muzee Scheveningen)
- Музей скульптур у моря (нидерл. Museum Beelden aan Zee)
- Театр-цирк (нидерл. Circustheater), в котором в разные годы шли многие всемирно известные мюзиклы (в частности, с 2011 по 2013 год там идёт мюзикл «Злая»)
- Океанариум «Sea Life Scheveningen»
- Старая церковь (нидерл. Oude Kerk), построенная в 15-м веке
- Построенный в 1875 г. маяк.
- Проложенный вдоль пляжа променад c множеством магазинов, ресторанов и различных увеселительных заведений
- Уходящий в море пирс с магазинами и ресторанами

В Схевенингене находится тюрьма ООН.

## Культурная и спортивная жизнь
Схевенинген — традиционное место проведения различных конкурсов, турниров и фестивалей.
Там ежегодно проходят:
- Новогоднее купание, впервые состоявшееся в 1959 году, на которое сейчас съезжаются более 20 тысяч любителей зимнего плавания[1].
- Открытый чемпионат Гааги по теннису, известный также как Siemens Open — престижный международный турнир для теннисистов-профессионалов, берущий начало в 1993 году.
- «День флажков» (нидерл. Vlaggetjesdag), который отмечается в Нидерландах в начале июня, знаменуя начало нового сезона лова селёдки. Схевенинген является главным местом проведения этого праздника[2].
- Международный фестиваль фейерверков (нидерл. Vuurwerkfestival), традиционно собирающий гостей в третью неделю августа. На 31-й фестиваль, прошедший в 2010 году, съехалось 150 тысяч зрителей[3].

В 1892 году в Схевенингене был основан Международный союз конькобежцев.
В 1905, 1913 и 1923 годах в Схевенингене проводился шахматный турнир, давший начало схевенингенской системе розыгрыша призовых мест. Одна из самых распространённых схем разыгрывания сицилианской защиты за чёрных получила название «Схевенинген» или «Схевенингенский вариант» после турнира 1923 года.

## Климат
Климат Схевенингена характеризуется следующими параметрами, полученными путём усреднения данных многолетних наблюдений:
| Месяц                          | Янв | Фев | Мар | Апр | Май | Июн | Июл | Авг | Сен | Окт | Ноя | Дек |
| ------------------------------ | --- | --- | --- | --- | --- | --- | --- | --- | --- | --- | --- | --- |
| t° воздуха максимальная (°С)   | 5   | 5   | 8   | 12  | 16  | 19  | 21  | 21  | 18  | 14  | 9   | 6   |
| t° воздуха минимальная (°С)    | 0   | 0   | 2   | 4   | 8   | 10  | 12  | 12  | 10  | 7   | 3   | 1   |
| Кол-во солнечных часов в сутки | 2   | 3   | 4   | 5   | 7   | 7   | 6   | 6   | 4   | 3   | 2   | 1   |
| Кол-во дождливых дней за месяц | 19  | 18  | 16  | 15  | 14  | 17  | 16  | 16  | 16  | 17  | 18  | 19  |
| t° воды (°С)                   | 6   | 5   | 5   | 7   | 10  | 14  | 17  | 18  | 18  | 15  | 12  | 8   |

Отклонение реальной температуры воды от среднего многолетнего значения находится в пределах 2—3°С.

## Общественный транспорт
Схевенинген связан трамвайным и автобусным сообщением с остальными районами Гааги, а также с Рейсвейком, Делфтом и другими соседними городами.